# 石田村 (岐阜県)
石田村（いしたむら）は、かって岐阜県羽島郡にあった村である。
現在の羽島市下中町石田などに該当する。
発足時は中島郡であったが、郡の合併で羽島郡の村となっている。

## 歴史
- 中島郡長岡庄大須郷[2]
- 1889年（明治22年）7月1日 - 町村制により石田村が発足。
- 1897年（明治30年）4月1日[3] - 羽栗郡と中島郡が合併して羽島郡となり、当村は羽島郡の所属となる。
- 1897年（明治30年）4月1日 - 西加賀野井村、市之枝村、城屋敷村と合併し、下中島村が発足。同日石田村廃止。